# جون ستيوارت (مغني)
جون ستيوارت (بالإنجليزية: John Stewart)‏ هو مغني وكاتب أغاني ومغن مؤلف أمريكي، ولد في 5 سبتمبر 1939 في سان دييغو في الولايات المتحدة، وتوفي بنفس المكان في 19 يناير 2008 بسبب سكتة.

## وصلات خارجية
- جون ستيوارت على موقع IMDb (الإنجليزية)
- جون ستيوارت على موقع ميوزك برينز (الإنجليزية)
- جون ستيوارت على موقع أول ميوزيك (الإنجليزية)
- جون ستيوارت على موقع ديسكوغز (الإنجليزية)
- جون ستيوارت على موقع قاعدة بيانات الفيلم (الإنجليزية)